# Noc kostelů
Noc kostelů je každoročně pořádaná akce, která má umožnit široké veřejnosti nezávazné přiblížení se a setkání s křesťanstvím. V jejím rámci jsou ve večerních a nočních hodinách zpřístupněny některé kostely různých křesťanských církví, ve kterých se rovněž zdarma konají koncerty, komentované prohlídky, workshopy či divadelní představení. Návštěvníci mají možnost nahlédnout do kostelních sakristií či klášterních zahrad, zkusit si zahrát na varhany, vystoupat na věže či sestoupit do starobylých krypt, prožít liturgii nebo třeba jen vnímat to, co bylo inspirací pro stavitele křesťanských chrámů.

## Historie
Noc kostelů vznikla v roce 2001 v Německu a do České republiky se rozšířila z Rakouska. 

### Česko

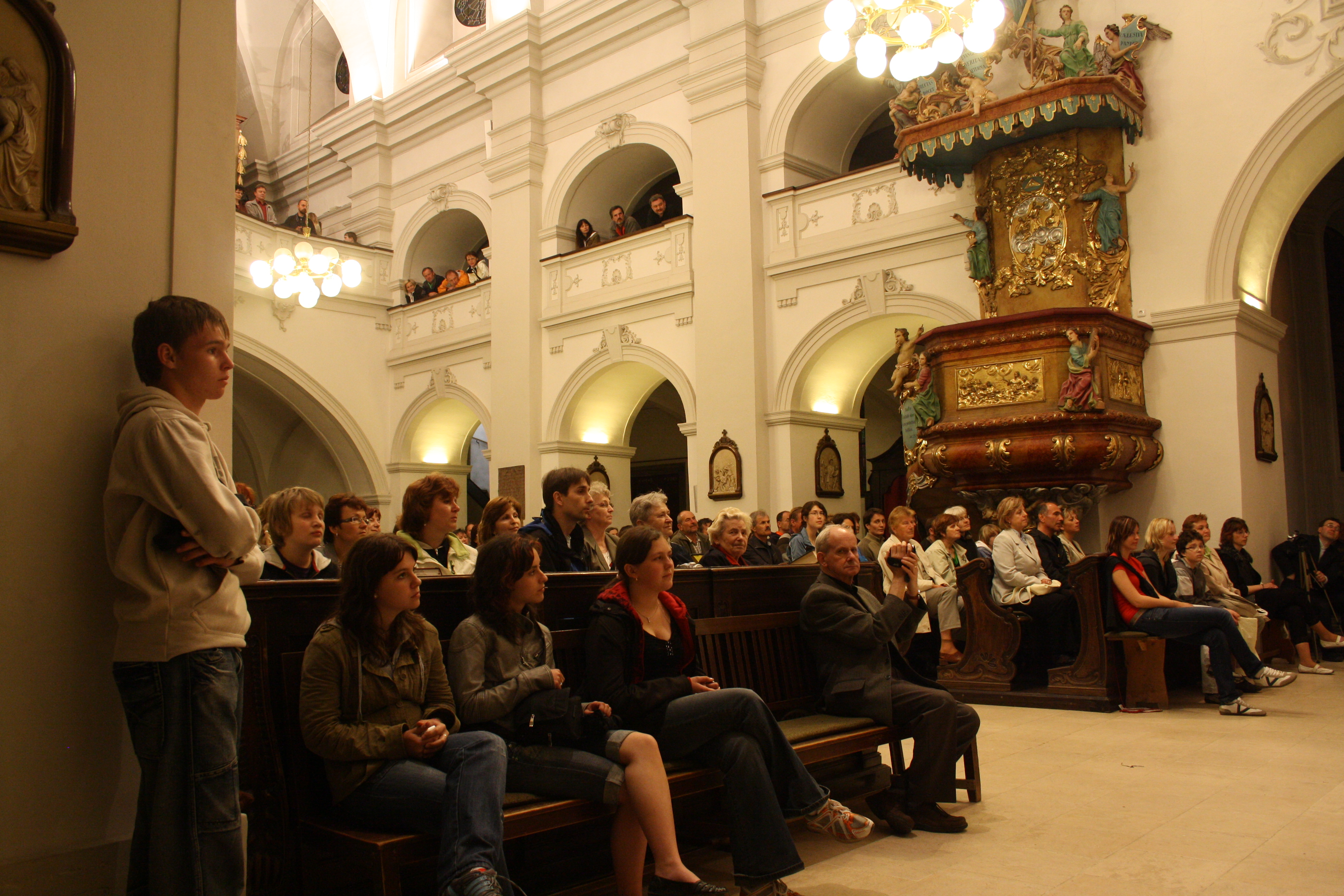
Kostel sv. Martina z Tours v Třebíči při koncertu sboru Musica animata v rámci Noci kostelů 2010

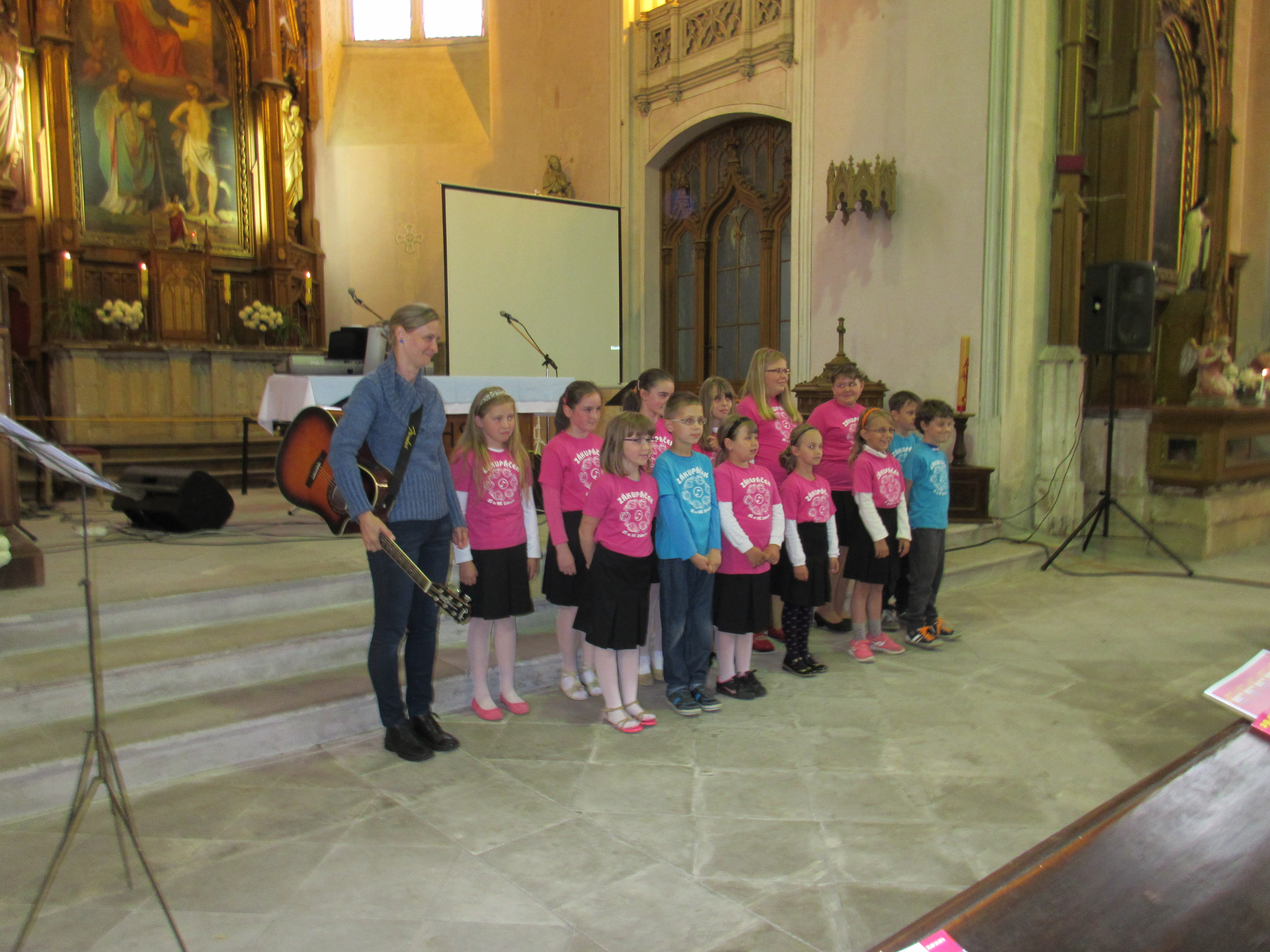
V programu Noci kostelů 2015 bylo v Zákupech vystoupení dětského souboru

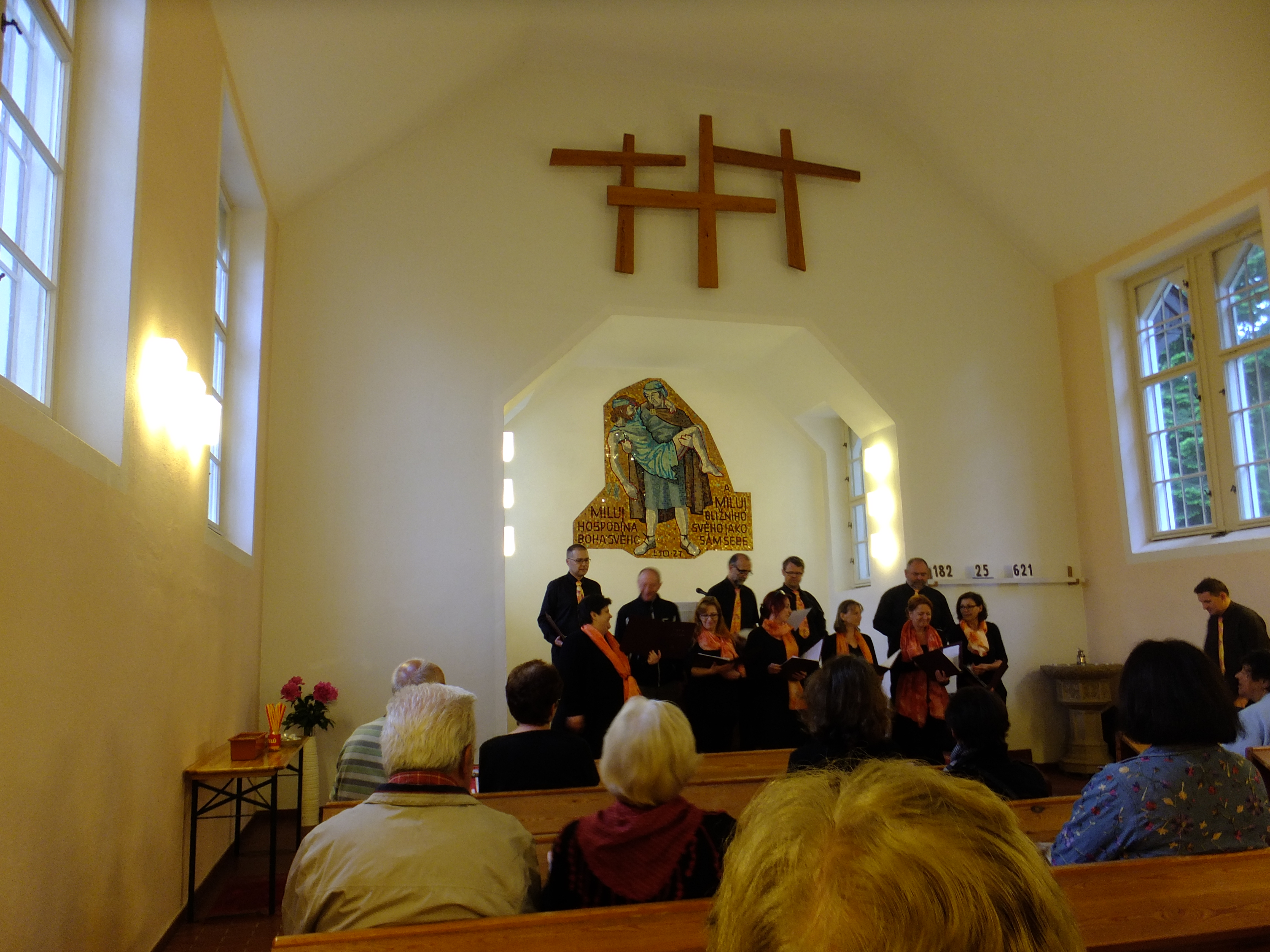
Evangelický kostel v Jindřichově Hradci během Noci kostelů 2018

První ročník této akce se v České republice konal 29. května 2009, druhý 28. května 2010 a třetí 27. května 2011. Dále se Noci kostelů konají v Česku každoročně:
- 2011 – V roce 2011 se 27. května v České republice do akce zapojilo 939 kostelů, ve kterých pořadatelé připravili více než 5 000 programů. Během večera a noci 27. května 2011 bylo zaznamenáno více než 300 000 návštěvnických vstupů.[5]
- 2012 – V roce 2012 se Noc kostelů uskutečnila 1. června. Motto tohoto ročníku znělo: „Vy všichni jste děti světla. Nám nevládne noc ani temnota.“ (1Sol 5, 5 (Kral, ČEP))[6] Protože šlo zároveň o den dětí, organizátoři v programu pamatovali také na rodiny s dětmi – přichystali pro ně soutěže, výtvarné dílny či specializované prohlídky. Celkem se v roce 2012 do této akce zapojilo na území České republiky více než 1200 kostelů a modliteben.[7] Podle informací organizátorů bylo zaznamenáno více než 400 000 návštěvnických vstupů, a to i přes proměnlivé počasí.[8]
- 2013 – Záštitu nad akcí uspořádanou 24. května 2013 převzali předseda vlády ČR Petr Nečas a další vrcholní politici, v krajích i hejtmani a primátoři. Na území ve správě Diecéze litoměřické i biskup Jan Baxant. Jen v této diecézi byla Noc kostelů uspořádána ve 164 kostelích, kaplích a modlitebnách. Na jednotlivých místech byly k dispozici informační brožury k akci, v některých městech mohli návštěvníci sbírat i pamětní razítka.[9]
- 2014 – V roce 2014 proběhla v Česku noc kostelů 23. května. Heslem ročníku bylo „Nechť jsou světla na nebeské klenbě, aby oddělovala den a NOC. Budou na znamení časů, dnů a let.“ (Srov. Gn 1,14)[10]
- 2015 – Akce se konala 29. května, počet objektů opět vzrostl na 1483.[11] Záštitu nad akcí převzali předsedové vlády, parlamentu, senátu, církevní a další osobnosti. Vydané brožurky např. litoměřickým biskupstvím obsahovaly výčty zapojených 170 kostelů, kaplí a modliteben nejen ve správě římskokatolické církve i s základními daty, nabízely zapojení do dětské výtvarné soutěže Na křídlech andělů, fotografické soutěže Tvář kostela.[12] V celém Česku bylo během noci zaznamenáno téměř 500 tisíc návštěvnických vstupů.[11] V Pražské arcidiecézi, která zahrnuje Prahu a větší část Středočeského kraje, bylo evidováno více než 250 kostelů, do kterých během noci vstoupilo na 98 tisíc lidí.
- 2016 – V roce 2016 se v Česku Noc kostelů konala v pátek 10. června pod heslem „Jeho brány zůstanou ve dne otevřené, NOC tam už nebude.“ (Srov. Zj 21,25)[13] V celé zemi se do ní zapojilo 1463 objektů.[14] Svou podporu akci vyjádřil a pozdrav zaslal vídeňský kardinál Christoph Schönborn.[15] V Pražské arcidiecézi bylo v rámci Noci kostelů zaznamenáno téměř 112 tisíc jednotlivých vstupů návštěvníků.[11]
- 2017 – V pátek 9. června, motto: Za dne jim bylo záštitou, noc prozářila hvězdami
- 2018 – Noc kostelů se konala 25. května. Motto: Zůstávali přes noc v blízkosti Božího domu. (srov. 1 Pa 9,27).
- 2020 – Noc kostelů se konala 12. června v 1100 kostelech a modliteben po celé České republice. Pro návštěvníky sakrálních objektů bylo připraveno na 4000 programů. Řadu z nich bylo možné sledovat i díky internetu nebo vysílání TV Noe.[16] Moto: Učinil jsi měsíc k určování času... Přivádíš tmu, NOC se snese... Slunce vychází... Člověk vyjde za svou prací. (Žalm 104,19-23)[17]

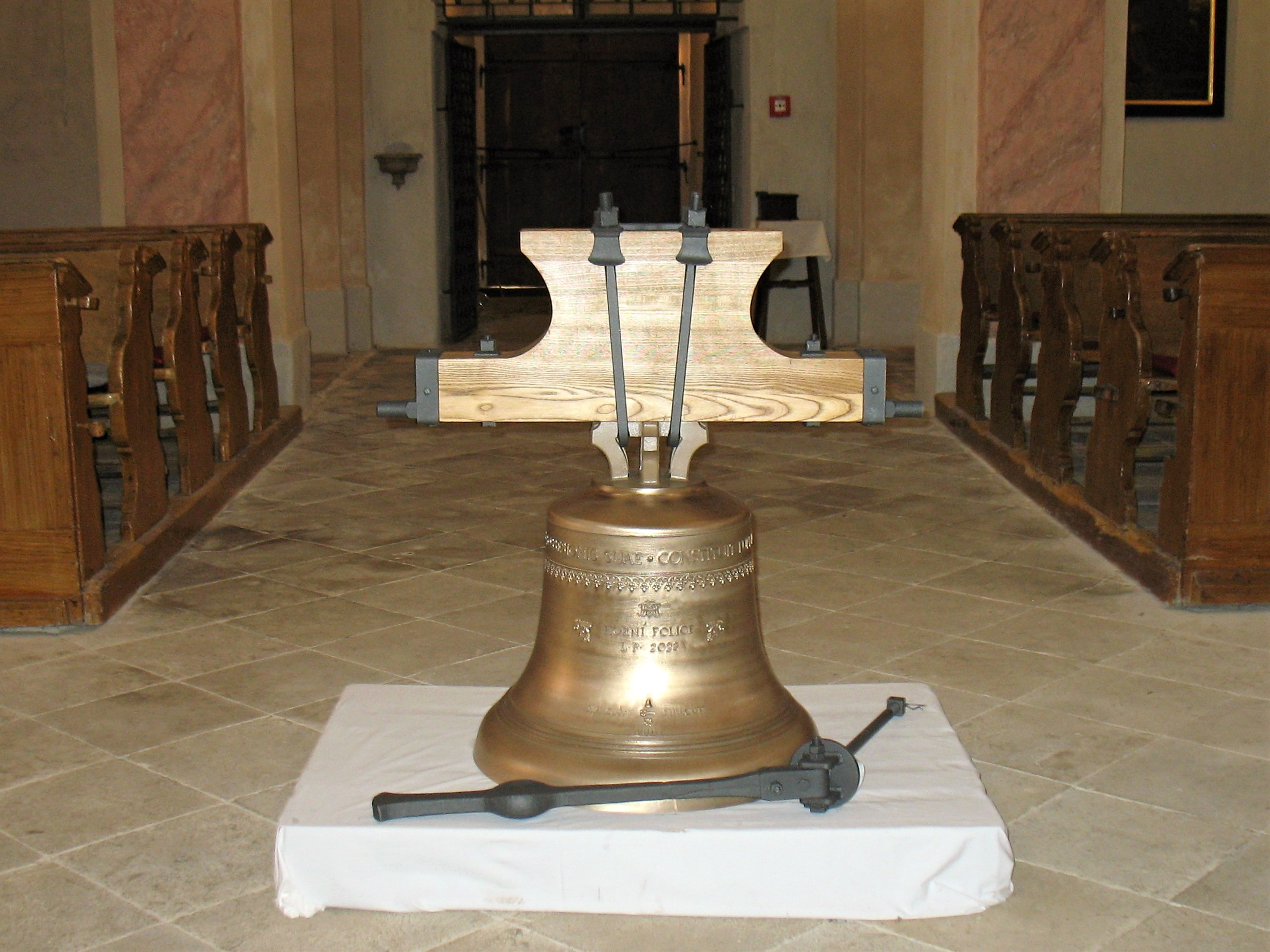
Nový zvon Josef z dílny Petra R. Manouška, vystavený v červnu 2023 v kostele Navštívení Panny Marie v Horní Polici na Českolipsku

- 2021 – Noc kostelů proběhla 28. května.[18] Celkem se jí účastnilo 1228 kostelů a modliteben, kde bylo připraveno 4590 programů.[19] Trvala opatření omezující šíření nemoci covid-19 v době končící vlny pandemie.[20] Např. v brněnské diecézi byl proto kladen důraz na dostupnost programové nabídky v exteriérech (na místech zrušených kostelů apod.).[21]
- 2022 – Noc kostelů proběhla 10. června.[22]
- 2023 – Konala se 2. června 2023 s tématem "Křtitelnice".
- 2024 – Noc kostelů proběhla 7. června s tématem "Srdce".
- 2025 – Noc kostelů plánována na 23. května.

## Rozšíření akce ve světě
Noc kostelů se koná v těchto zemích:
- Německo – od roku 2001 s názvem Lange Nacht der Kirchen
  - Cáchy – od roku 2001
  - Hannover – od roku 2003
  - Hamburk – od roku 2004
  - Frankfurt nad Mohanem, Drážďany – od roku 2005
  - Darmstadt – od roku 2009
- Rakousko – od roku 2005
- Nizozemsko – od roku 2005
  - Rotterdam – od roku 2009
- Česko – od roku 2009
  - diecéze plzeňská a diecéze brněnská – od roku 2009
  - ostatní diecéze – od roku 2010
- Slovensko – od roku 2011 s názvem Noc kostolov nebo Dlhá noc kostolov
  - arcidiecéze trnavská – od roku 2011
- Itálie – od roku 2016 s názvem La Lunga notte delle chiese s patronátem Papežské rady pro kulturu
- Argentina s názvem La Larga Noche de las Iglesias[23]